# Hermann V. (Baden)

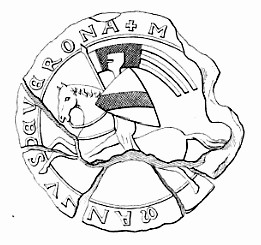
Siegel des Markgrafen Hermann V.

Markgraf Hermann V. von Baden († 16. Januar 1243) war Titular-Markgraf von Verona und 1190 bis 1243 regierender Markgraf von Baden. Mit dem Zugewinn der Städte Pforzheim, Durlach und Ettlingen gelang ihm der Aufbau eines soliden Grundstocks für eine Territorialherrschaft.

## Leben
Hermann V. war der Sohn von Hermann IV. von Baden und der Bertha von Tübingen. Nach dem Tod seines Vaters (1190) wurde er – wohl noch minderjährig – zusammen mit seinem Bruder Friedrich († 1217) Markgraf über die badischen Gebiete im Ufgau und Pfinzgau, der Herrschaft Yburg (Yburg, Steinbach, Sinzheim). Sein zweiter Bruder Heinrich begründete etwa um 1212 die Seitenlinie der Markgrafen von Baden-Hachberg und führte damit eine Teilung der Markgrafschaft Baden herbei.
Während der Herrschaft von Hermann V. erfolgte der Ausbau von Backnang und Besigheim zur Stadt. 1219 erhob Hermann Stuttgart (damals in badischem Besitz) zur Stadt. 
Um 1219 kam Pforzheim als Mitgift seiner Frau Irmengard bei Rhein an Hermann und damit die Markgrafschaft Baden. Überdies erhielt er Ettlingen als Lehen. Als 1227 sein Schwiegervater, Heinrich I. bei Rhein, verstarb, erbte Hermann zusammen mit seinem Schwager, Otto von Bayern, Braunschweig. Hermann tauschte seinen Anteil mit dem Kaiser gegen die Stadt Durlach und die Pfandherrschaft über Lauffen am Neckar, Sinsheim und Eppingen.
Als 1218 mit Berthold V. der Zähringer Hauptstamm in der männlichen Linie erlosch, erhob Hermann keine Erbansprüche und die Schwäger Bertholds erbten den Zähringer Allodialbesitz. Die Reichslehen zog Kaiser Friedrich II. ein. Hermanns Bruder Heinrich erhielt aus dem Nachlass der Zähringer die Landgrafschaft im Breisgau. Mit dem Tod der Nichte Gertrud von Dagsburg 1225 fiel deren Erbe nach einem Gerichtsentscheid 1226 an Hermann und seinen Bruder Heinrich. Um Erbstreitigkeiten mit den Grafen von Leiningen aus dem Wege zu gehen, verkaufen die Brüder das Erbe an den Bischof von Straßburg, Berthold I. von Teck. Hermann konnte damit wohl die Pfandsumme für Lauffen, Sinsheim und Eppingen aufbringen.

### In den politischen Wirren
Im deutschen Thronkrieg von 1198 stand Hermann V. auf Seiten von König Philipp und nach dessen Tod (1208) auf Seiten des Kaisers Otto IV. Nach Ottos Machtverlust (1212) wurde er ein Vertrauter von Kaiser Friedrich II. Im Gefolge Friedrich II. war er in ganz Deutschland und Italien unterwegs.
Er war auch Rat am Hofe König Heinrich (VII.), bis er sich mit ihm 1234 wegen dessen despotischen Auftretens überwarf und auch in militärische Auseinandersetzungen mit dessen Anhänger Gottfried von Neifen und seiner Familie geriet. Im Zuge dieser Kämpfe wurde auch das Stift Backnang verbrannt, dessen Schirmherr Hermann war. 1235 war Hermann Teilnehmer am Mainzer Hoftag auf dem Friedrich II. seinen Sohn Heinrich als deutschen König absetzte. Bis 1238 blieb Hermann im engsten kaiserlichen Gefolge.

### Missglückte Kriegszüge
Im Jahre 1221 nahm er mit Herzog Ludwig von Bayern am Fünften Kreuzzug nach Ägypten teil, wo die Kreuzfahrer im Nildelta bei al-Mansura geschlagen wurden. Die 1219 von Kreuzfahrern eroberte Hafenstadt Damiette musste aufgegeben werden und Hermann kehrte heim. Sein Bruder und Mitregent Friedrich hatte ebenfalls am Kreuzzug teilgenommen und war vor Damiette getötet worden, so dass Hermann in seinem Territorium als alleiniger Regent verblieb.

### Ausbau
Um 1239 ließ er die Burg Reichenberg und die Obere Burg Besigheim erbauen, ebenso wohl auch die  
Burg Ebersberg.
1241 folgte er König Wenzel von Böhmen der Herzog Heinrich von Schlesien gegen die eingefallenen Mongolen zu Hilfe eilte. Diese Hilfstruppen kamen aber zu spät um Heinrichs Niederlage und Tod in der Abwehrschlacht von Liegnitz zu verhindern.

### Förderer der Klöster
Hermann gilt als Förderer der Klöster Maulbronn, Tennenbach, Herrenalb, Selz, Salem und Backnang. Seine Frau Irmengard bei Rhein gilt 1245 als Gründerin des Klosters Lichtenthal in Baden-Baden, der späteren Grablege der badischen Markgrafen.

### Unruhige letzte Ruhe
Markgraf Hermann V. wurde im Augustiner-Chorherrenstift Backnang beigesetzt, bis seine Witwe im Jahre 1248 seinen Leichnam ins Kloster Lichtenthal überführen ließ.

## Ehe und Nachkommen
Er heiratete um 1217 die Pfalzgräfin Irmengard bei Rhein (* um 1200; † 24. Februar 1260), die Tochter des Pfalzgrafen Heinrich I. bei Rhein, des ältesten Sohnes von Heinrich dem Löwen. Aus der Ehe gingen folgende Kinder hervor:
- Hermann, (* um 1225; † 4. Oktober 1250); später Herzog von Österreich
- Rudolf, (* um 1230; † 19. November 1288); später regierender Markgraf
- Mechthild, († um 1258) ⚭ 4. April 1251 Graf Ulrich I. von Württemberg (* um 1222; † 25. Februar 1265), genannt der Stifter.
- Elisabeth

1. ⚭ Graf Eberhard V. von Eberstein, Sohn von Eberhard IV. von Eberstein
2. ⚭ Ludwig II. von Lichtenberg.